# 마누 베넷
마누 베넷(Manu Bennett, 1969년 10월 10일 ~ )은 뉴질랜드의 배우이다.

## 출연 작품
- 데스 레이스 2050 (2017)
- GTA플레이어 (2016)
- 샨나라 연대기 (2016)
- 호빗: 다섯 군대 전투 (2014)
- 스파르타쿠스 : 최후의 전쟁 (2013)
- 호빗 : 스마우그의 폐허 (2013)
- 스파르타쿠스 2 : 복수의 시작 (2012)
- 호빗 : 뜻밖의 여정 (2012)
- 스파르타쿠스 : 갓 오브 아레나 (2011)
- 신밧드와 미노타우르스의 대결전 (2011)
- 스파르타쿠스 1 : 블러드 앤 샌드 (2010)
- 컨뎀드 (2007)
- 써티 데이즈 오브 나이트 (2007)
- 더 마린 (2006)
- 쇼틀랜드 스트리트 (1992)